# Virgílio do Carmo da Silva
Virgílio do Carmo da Silva (Venilale, 27 novembre 1967) è un cardinale e arcivescovo cattolico est-timorese, dall'11 settembre 2019 arcivescovo metropolita di Dili.

## Biografia
Virgílio do Carmo da Silva è nato il 27 novembre 1967 nella città di Venilale, distretto di São Domingos (oggi rinominato distretto di Baucau) e diocesi di Dili (oggi nella diocesi di Baucau), nella parte orientale della colonia del Timor portoghese (oggi Repubblica Democratica indipendente).

### Formazione e ministero sacerdotale
Ha ricevuto l'istruzione primaria e quella secondaria nel Colégio de Dom Bosco a Fatumaca, dove ha ottenuto il diploma, e sentendo maturare la vocazione al sacerdozio, poco dopo è entrato nella Società salesiana, congregazione fondata nel 1859 dal sacerdote italiano Giovanni Bosco. In seguito si è trasferito a Manila, capitale delle Filippine, per studiare filosofia e teologia in seminario; qui ha emesso i primi voti il 31 maggio 1990, ventiduenne, e poi la professione solenne il 19 maggio 1997, ventinovenne.
Al termine del percorso di formazione, ha ricevuto l'ordinazione sacerdotale il 18 dicembre 1998, all'età di trentuno anni. Subito dopo, all'inizio del 1999 gli è stato affidato il primo incarico come formatore dei novizi in Timor Est, ruolo svolto per un quinquennio, finché nel 2004 è stato nominato economo della Casa di formazione e vicario parrocchiale nella nativa Venilale.
Nel 2005 si è trasferito a Roma, in Italia, per un soggiorno di studio di un biennio presso l'Università Pontificia Salesiana, al termine del quale ha conseguito la licenza in spiritualità. Tornato in patria, è divenuto maestro dei novizi dal 2007 e direttore della Casa dei salesiani e della Don Bosco Tecnnical High School a Fatumaca dal 2009, ricoprendo entrambi gli uffici fino al 2014. Infine, nel 2015 è stato eletto superiore provinciale dei salesiani in Timor Est, svolgendo l'incarico fino alla promozione all'episcopato.

### Ministero episcopale e cardinalato

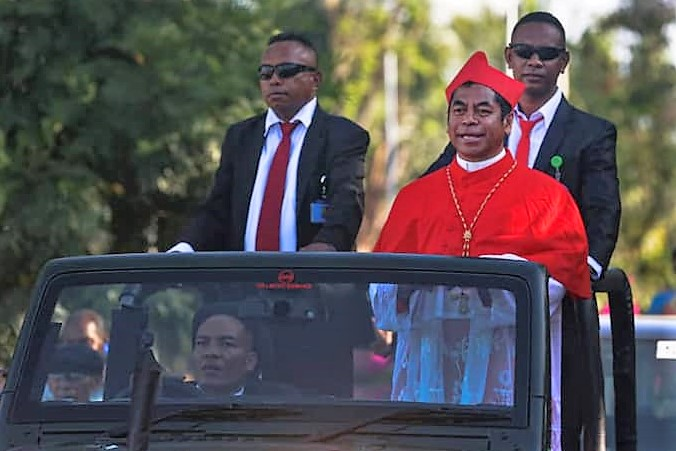
Il cardinale da Silva il 4 settembre 2022.

Il 30 gennaio 2016 papa Francesco lo ha nominato, quarantottenne, 4º vescovo di Dili; è succeduto al settantunenne monsignor Alberto Ricardo da Silva, dimissionario per motivi di salute il 9 febbraio 2015 e morto due mesi dopo di tumore al cervello. Ha ricevuto la consacrazione episcopale il 19 marzo seguente, nell'area protetta di Tasitolu, per imposizione delle mani di Joseph Salvador Marino, arcivescovo titolare di Natchitoches e nunzio apostolico a Timor Est, assistito dai co-consacranti Basílio do Nascimento, vescovo di Baucau, e Norberto do Amaral, vescovo di Maliana; ha preso possesso della diocesi durante una cerimonia successiva svoltasi nella cattedrale dell'Immacolata Concezione a Dili. Come suo motto episcopale ha scelto Ad Deum Patrem Omnipotentem, che tradotto vuol dire "A Dio Padre Onnipotente".
Lanciando un pellegrinaggio nei principali luoghi religiosi del Timor Est nel maggio 2018, ha affermato che "è tempo che la Chiesa ed il governo si uniscano e sviluppino forme di turismo religioso ricche non solo nell'aspetto spirituale ma anche negli aspetti sociali, economici, culturali e storici”. Il Paese ha iniziato a sviluppare il turismo religioso per dare alla fragile economia la spinta tanto necessaria. Tuttavia, lo stesso mese la polizia di Dili è stata posta in massima allerta dopo aver appreso di possibili attacchi da parte di estremisti islamici alle chiese e al vescovo da Silva, a seguito delle recenti elezioni nel Paese.
Nel 2018 la Conferenza episcopale di Timor (CET) lo ha eletto per prendere parte alla XV assemblea generale ordinaria del Sinodo dei vescovi, svoltasi nella Città del Vaticano dal 3 al 28 ottobre di quell'anno, con tema I giovani, la fede e il discernimento vocazionale.
Dal 15 al 18 gennaio 2019, ha rappresentato la CET all'incontro organizzato dall'Ufficio per le questioni teologiche della Federazione delle conferenze episcopali dell'Asia (FABC) e dalla Congregazione per la dottrina della fede, svoltosi al Baan Phu Waan Pastoral Centre a Bangkok, in Thailandia, per discutere sul ruolo delle Commissioni dottrinali e le sfide dell'evangelizzazione nel contesto multiculturale dell'Asia.
L'11 settembre 2019 papa Francesco ha eretto la provincia ecclesiastica del Timor Est, elevando la diocesi di Dili a sede metropolitana; contestualmente ne è divenuto il primo arcivescovo metropolita. Il 29 giugno 2020, giorno della solennità dei Santi Pietro e Paolo, si è recato presso la basilica di San Pietro in Vaticano, dove il pontefice gli ha consegnato il pallio, simbolo di comunione tra la Santa Sede ed il metropolita, che gli è stato imposto in una celebrazione successiva.
Il 29 maggio 2022, al termine del Regina Caeli, papa Francesco ha annunciato la sua creazione a cardinale; nel concistoro del 27 agosto seguente lo ha creato cardinale presbitero di Sant'Alberto Magno. Il 7 maggio 2023 ha preso possesso del titolo cardinalizio.
Il 7 e 8 maggio 2025 ha partecipato come cardinale elettore al conclave che ha portato all'elezione di papa Leone XIV.

## Genealogia episcopale e successione apostolica
La genealogia episcopale è:
- Cardinale Scipione Rebiba
- Cardinale Giulio Antonio Santori
- Cardinale Girolamo Bernerio, O.P.
- Arcivescovo Galeazzo Sanvitale
- Cardinale Ludovico Ludovisi
- Cardinale Luigi Caetani
- Cardinale Ulderico Carpegna
- Cardinale Paluzzo Paluzzi Altieri degli Albertoni
- Papa Benedetto XIII
- Papa Benedetto XIV
- Papa Clemente XIII
- Cardinale Enrico Benedetto Stuart
- Papa Leone XII
- Cardinale Chiarissimo Falconieri Mellini
- Cardinale Camillo Di Pietro
- Cardinale Mieczysław Halka Ledóchowski
- Cardinale Jan Maurycy Paweł Puzyna de Kosielsko
- Arcivescovo Józef Bilczewski
- Arcivescovo Bolesław Twardowski
- Arcivescovo Eugeniusz Baziak
- Papa Giovanni Paolo II
- Cardinale Jean-Louis Tauran
- Arcivescovo Joseph Salvador Marino
- Cardinale Virgílio do Carmo da Silva, S.D.B.

La successione apostolica è:
- Vescovo Leandro Maria Alves (2023)